# ICICI Bank
ICICI Bank (antiguamente Industrial Credit and Investment Corporation of India, hindi: आय सी आय सी आय बैंक) es una organización bancaria y de servicios financieros de India. Es el segundo mayor banco de India y el mayor banco del sector privado por capitalización de mercado. El banco tiene una red comercial de 2016 sucursales (a 31 de marzo de 2010) y en torno a 5.219 ATM en India, y cuenta con presencia en 18 países, así como cerca de 24 millones de clientes (al final de 2007). 
ICICI Bank ofrece una amplia variedad de productos bancarios y servicios financieros a corporaciones y clientes individuales a través de una variedad de canales de distribución y subsidiarias y afiliadas especializadas en las áreas de banca de inversión, seguros de vida y no vida, capital inversor y gestión de activos. ICICI Bank es también el mayor banco emisor de tarjetas de crédito en India. Las acciones de ICICI Bank cotizan en las bolsas de Bombay (BSE), India (NSE), Calcuta y Vadodara (antiguamente Baroda); los ADR se negocian en la bolsa de Nueva York (NYSE).
El banco se está expandiendo en mercados extranjeros y tiene el mayor balance internacional entre los bancos indios. ICICI Bank tiene actualmente subsidiarias enteramente del banco, sucursales y oficinas de representación en 19 países, incluida una unidad offshore en Bombay. Esto incluye una filial del banco en Canadá, Rusia y el Reino Unido (la ofician que opera la caja de ahorros HiSAVE), unidades de banca offshore en Baréin y Singapur, y filiales en Dubái, Bélgica, Hong Kong y Sri Lanka, y una oficina de representación en Bangladés, China, Malasia, Indonesia, Sudáfrica, Tailandia, los Emiratos Árabes Unidos y EE. UU. En el extranjero, el banco se dirige a los residentes no indios en particular.
ICICI reportó un aumento del 1.15% en sus beneficios netos hasta las rupias1,014.21 crore, un aumento del 1.29% de sus ingresos totales hasta las rupias 9,712.31 crore en el Q2 septiembre de 2008 sobre el Q2 septiembre de 2007. El CASA ratio del banco aumento en un 30% en 2008 y un 25% en 2007.
ICICI Bank es uno de los Cinco Grandes Bancos de India, junto con el State Bank of India, Punjab National Bank, Bank of India y el Canara Bank —sus principales competidores.

## Historia
En 1954, The Industrial Credit and Investment Corporation of India Limited (ICICI) fue incorporado por iniciativa del Banco Mundial, el gobierno de India y representantes de la industria india, con el objetivo de crear una institución de desarrollo para proporcionar financiación a medio y largo plazo para proyectos de hombres de negocios en India. En 1994, ICICI estableció su filial de Banca Corporativa. Antiguamente conocido como Industrial Credit and Investment Corporation of India, ICICI Banking Corporation fue después renombrada como 'ICICI Bank Limited'. ICICI fundó una entidad separada legal, ICICI Bank, para realizar operaciones de banca convencional - depósitos, tarjetas de crédito, préstamos de automóvil etc. En 2001, ICICI adquirió el Bank of Madura (establecido en 1943). Bank of Madura era un banco Chettiar, y había adquirido el Chettinad Mercantile Bank (est. 1933) y el Illanji Bank (est. 1904) en la década de los 1960. En 2002, el consejo de administración del ICICI y del ICICI Bank aprobaron la fusión inversa del ICICI, ICICI Personal Financial Services Limited y el ICICI Capital Services Limited, en el ICICI Bank. Después de recibir la aprobación de las entidades reguladoras, ICICI integró todas las operaciones financieras y bancarias del grupo, tanto al detalle como corporativas, en una sola entidad. Al mismo tiempo, ICICI empezó su expansión internacional con la apertura de oficinas representativas en Nueva York y Londres. En India, ICICI Bank adquirió las sucursales en Shimla y Darjeeling que el Standard Chartered Bank había heredado al adquirir el Grindlays Bank.
En 2003, ICICI abrió subsidiarias en Canadá y Reino Unido (UK), y en el Reino Unido estableció una alianza con Lloyds TSB. También abrió Unidades de Banca Offshore en Singapur y oficinas representativas en Dubái y Shanghái. En 2004, ICICI abrió una oficina representativa en Bangladés 
para cubrir el intenso comercio entre ese país, India y Sudáfrica. En 2005, ICICI adquirió el Investitsionno-Kreditny Bank (IKB), un banco ruso con activos de US$4mn, sede en Balabánovo en la región de Kaluga, y con una sucursal en Moscú. ICICI renombró el banco como ICICI Bank Eurasia. También estableció una sucursal en Centro Financiero Internacional de Dubái y  en Hong Kong. En 2006, ICICI Bank UK abrió una sucursal en Amberes, en Bélgica. ICICI abrió oficinas representativas en Bangkok, Yakarta, y Kuala Lumpur. En 2007, ICICI se fusionó con el Sangli Bank, que tenía su sede en Sangli, en el estado de Maharashtra, y que tenía 158 sucursales en Maharashtra y otras 31 en el estado de Karnataka. Sangli Bank había sido fundado en 1916 y era particularmente fuerte en las áreas rurales. En la esfera internacional, ICICI recibió permiso del gobierno de Catar para abrir una sucursal en Doha. Asimismo, el ICICI Bank Eurasia abrió una segunda sucursal en ese tiempo en San Petersburgo. En 2008, la Reserva Federal de los EE. UU. permitió convertir su oficina representativa en Nueva York en una sucursal. En 2009, ICICI realizó grandes cambios en su organización, como la eliminación de departamentos en pérdidas, disminución de personal y renegociación de las bonificaciones. Se realizó un enfoque para contener los gastos y costos; en consecuencia, no se aumentaron los salarios del personal ni se declaró ningún bonus en el periodo 2008-09.
El 23 mayo el ICICI Bank anunció que se fusionaría con el Bank of Rajasthan con un intercambio accionarial que valora el Bank of Rajasthan en cerca de rupias 3,000 crore. ICICI anunció que la fusión incrementaría la red comercial del banco en un 25%.
El 18 de octubre de 2010, ICICI inaugurará el I-Express, una opción de transferencia de dinero transfronteriza para No Residentes Indios (NRI). Este servicio estará disponible a través de los socios del banco en el Consejo de Cooperación del Golfo.

## Subsidiarias
- I-Express, una opción de transferencia de dinero instantánea transfronteriza.
- ICICI Lombard
- ICICI Prudential

## Adquisiciones
- 2005  - Investitsionno-Kreditny Bank (IKB), banco de Rusia
- 2007  - Sangli Bank, Estado de Maharashtra
- 23 de mayo de 2010 - Bank of Rajasthan

## Reconocimientos
The Brand Trust Report, lanzado en 2011, ha clasificado el ICICI en la posición la 15.ª como la entidad de mayor confianza en India.